# ** ****** (album)
** ****** – piętnasty album studyjny polskiego zespołu hip-hopowego Slums Attack, wydany pod szyldem „Peja/Slums Attack”. Wydawnictwo ukazało się 17 grudnia 2021 roku nakładem wytwórni muzycznej RPS Enterteyment. Album w całości wyprodukował Magiera. Album jest rearanżacją albumu Na legalu?, wydanego 20 lat wcześniej.

## Lista utworów
| Nr  | Tytuł utworu                                                                            | Długość |
| --- | --------------------------------------------------------------------------------------- | ------- |
| 1.  | „Dla ludzi skit (wersja długofalowa)”                                                   | 0:46    |
| 2.  | „Właściwy wybór”                                                                        | 4:08    |
| 3.  | „Być nie mieć 1/2”                                                                      | 4:25    |
| 4.  | „Nie-kocham HIP HOP” (gościnnie: DJ. Eprom)                                             | 4:02    |
| 5.  | „Kolejny stracony dzień” (gościnnie: DVJ. Rink)                                         | 5:14    |
| 6.  | „WOS”                                                                                   | 3:29    |
| 7.  | „I moje miasto złą sławą owiane 2” (gościnnie: Hans, Gandi Ganda, Respo, Kobra, Iceman) | 4:38    |
| 8.  | „Jest jedna rzecz”                                                                      | 4:05    |
| 9.  | „Głucha noc 2021” (gościnnie: Gandi Ganda, DVJ. Rink)                                   | 4:22    |
| 10. | „Randori” (gościnnie: DVJ. Rink)                                                        | 4:08    |
| 11. | „Mój rap moja rzeczywistość” (gościnnie: DVJ. Rink)                                     | 3:50    |
| 12. | „O tym co było...” (gościnnie: Iceman)                                                  | 3:39    |
| 13. | „Mój rap moja rzeczywistość 2”                                                          | 3:50    |
| 14. | „Dla Rycha skit” (gościnnie: Cezary Pazura)                                             | 0:26    |
| 15. | „Głucha noc (Magiera remix)”                                                            | 4:55    |
|     |                                                                                         | 55:57   |